# تاکینگ استیک ریزورت آرنا
تاکینگ استیک ریزورت آرنا (انگلیسی: Talking Stick Resort Arena) یک سالن ورزشی سرپوشیده در فینیکس، آریزونا، ایالات متحده آمریکا است.
این سالن که در سال ۱۹۹۲ تأسیس شده برای مسابقات بسکتبال، فوتبال داخل سالن و هاکی روی یخ مورد استفاده قرار می‌گیرد.

## نگارخانه

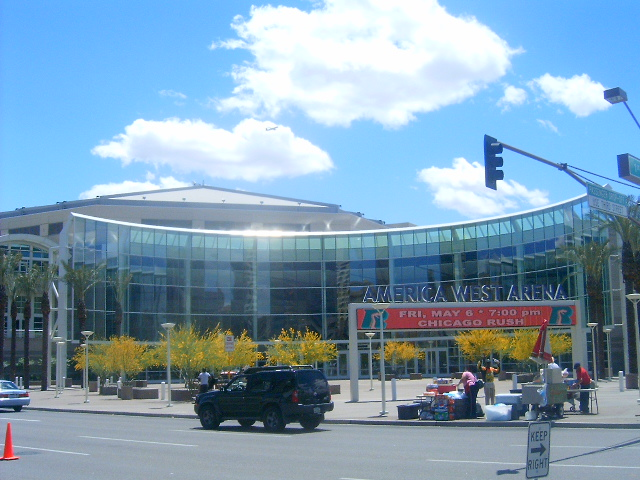
۲۰۰۵
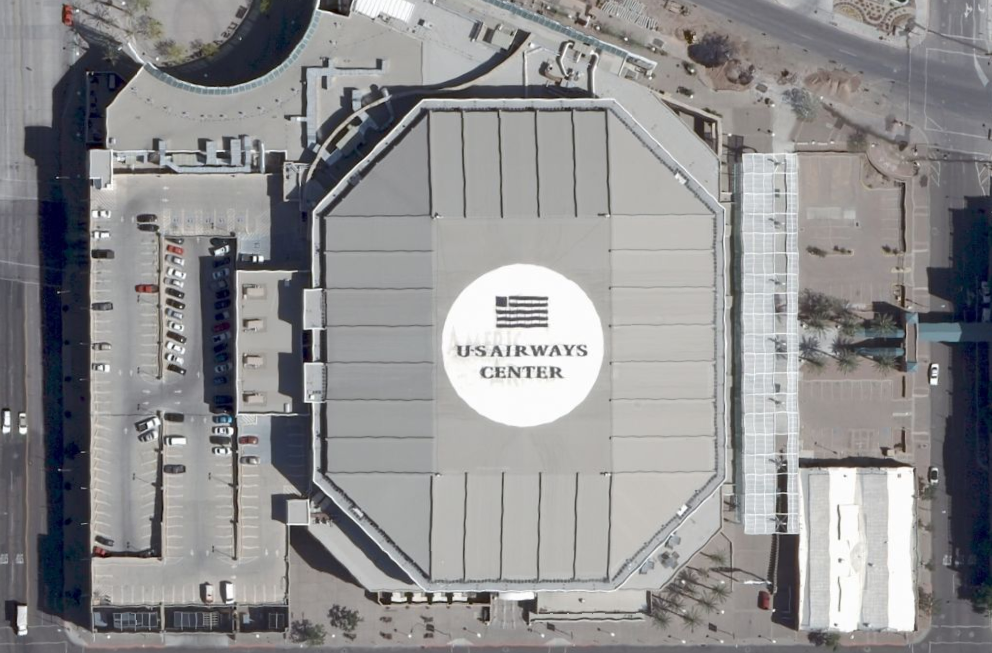
۲۰۰۷
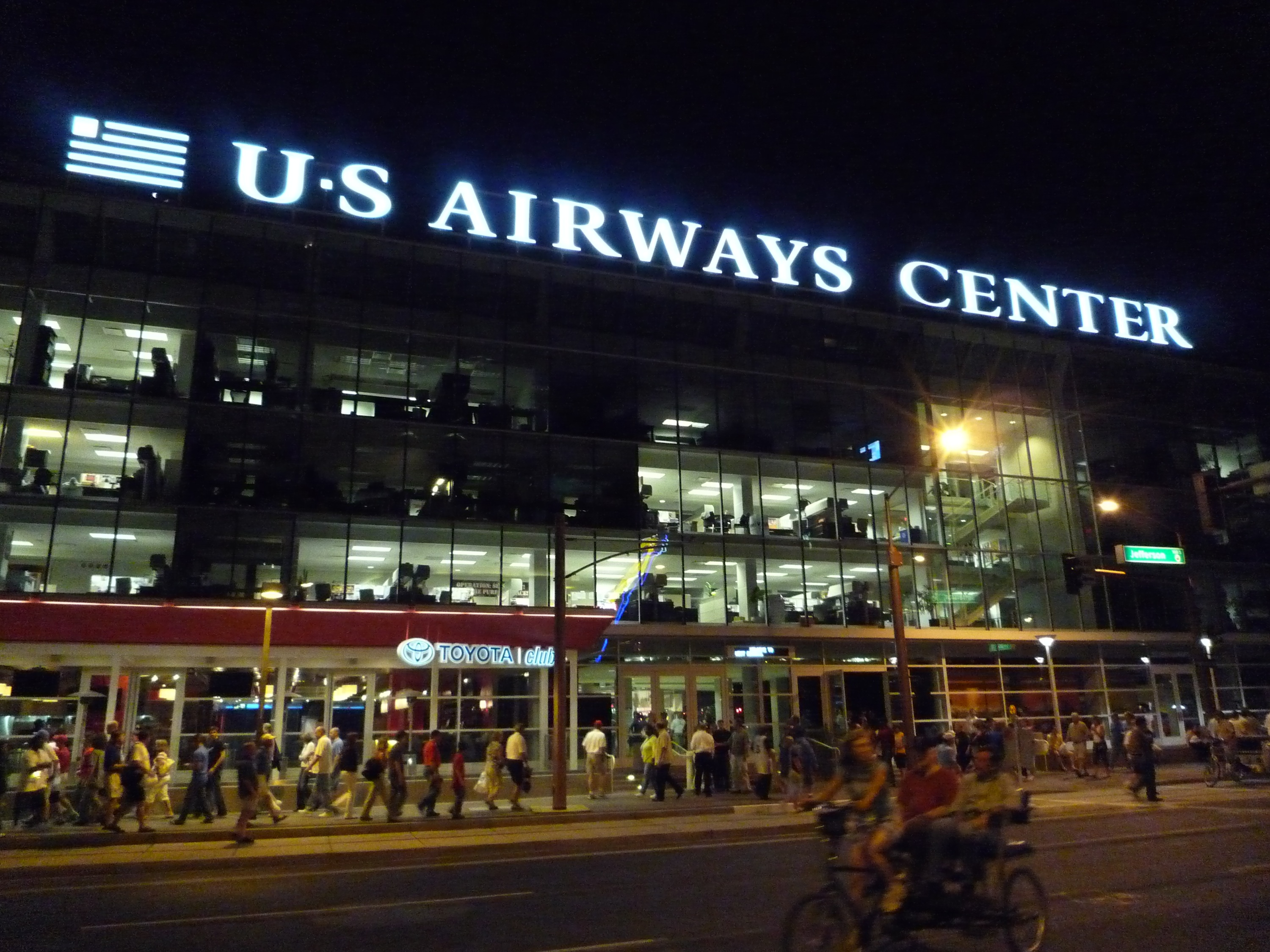
۲۰۰۸
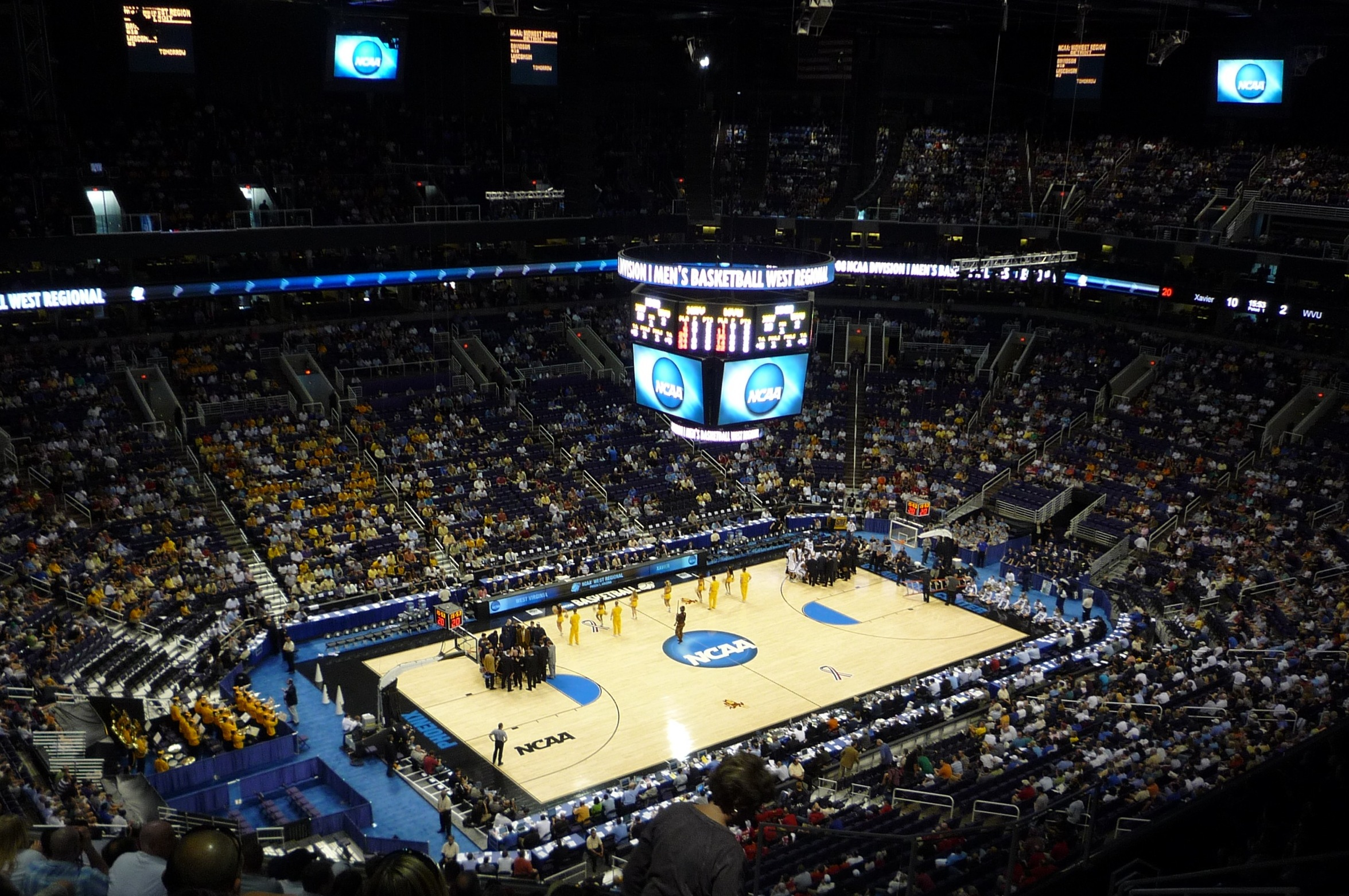
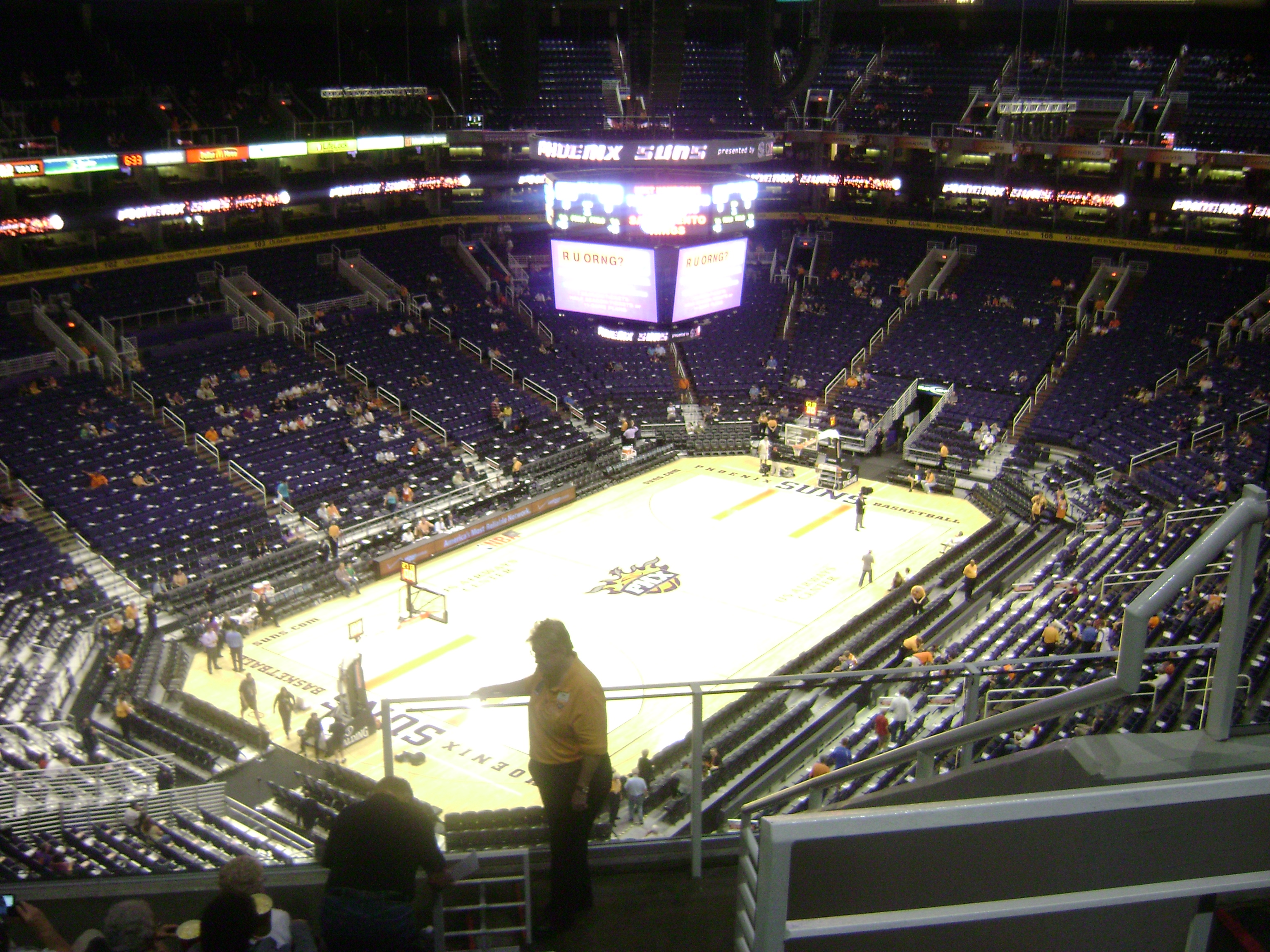